# Три миссии университета
Московский международный рейтинг «Три миссии университета» ― глобальный рейтинг высших учебных заведений, разработанный Ассоциацией составителей рейтингов России при участии международной ассоциации IREG Observatory on Academic Ranking and Excellence. Университеты в рейтинге ранжируются по качеству образования, уровню научной работы, а также по вкладу университетов в жизнь общества (последнее не является распространённым среди прочих мировых рейтингов вузов). Необычным является и критерий под названием «количество выпускников вуза, которым посвящена отдельная страница в Википедии». Рейтинг публикуется ежегодно начиная с 2017 года.

## История
В 2016 году в России впервые было сообщено о планах разработки нового международного рейтинга, который будет оценивать не только качество образования и научных исследований, но и уровень международного сотрудничества, а также вклад в устойчивое развитие и дистанционное образование. Оператор рейтинга ― НКО «Ассоциация составителей рейтингов», была учреждена международной группой RAEX и российскими рейтинговыми агентствами и составителями рейтингов.
Пилотная версия проекта вышла в декабре 2017 года. В топ-лист вошли 200 университетов из 39 стран мира.
Во второй выпуск рейтинга, опубликованный в ноябре 2018 года, вошли 333 вуза из 53 стран. В выпуск 2019 года попали более 1200 университетов, а в 2020 году ― 1500 университетов из 97 стран и зависимых территорий. В 2021-м году в рейтинг было включено большее количество вузов — 1650. В выпуске рейтинга 2022 года число университетов возросло до 1800, а в выпуске 2023 года – до 2000.
В 2022 году на его базе сформировано семейство рейтингов «Три миссии университета», объединяющее помимо международного списка рейтинг 100 ведущих вузов России, предметные рейтинги по 35 направлениям подготовки студентов, локальные рейтинги вузов по каждому из 8 федеральных округов, а также специальные рейтинги, посвященные отдельным сторонам деятельности вузов (например, рейтинг влиятельности).
25 ноября 2022 года принято решение о создании Объединенной рабочей группы РСР и РАН по развитию и внедрению рейтингов семейства «Три миссии университета». Планируется, что к рабочей группе присоединится и Российская академия образования.

## Методология

### Разработка методологии
Методология составления рейтинга была разработана в сотрудничестве с более чем 100 организациями ― университетами, советами ректоров, рейтинговыми агентствами и экспертными ассоциациями, в частности, с IREG Observatory on Academic Ranking and Excellence и Российским союзом ректоров (РСР). В Экспертный совет рейтинга входят специалисты в области высшего образования из 25 стран, в том числе из Бельгии, Бразилии, Китая, Индии, Ирана, Италии, Польши, ЮАР, Турции, США, Великобритании и России.

### Индикаторы
Согласно версии методологии на 2023 год, в рейтинге используются 16 показателей, разделенных на три группы критериев: «Образование», «Наука» и «Университет и общество». Особенности подсчёта каждого показателя уточняются ежегодно. Суммарный вес показателей по группам составляет: образование ― 45%, наука ― 25%, университет и общество ― 30%.
Образование
1. «Количество побед обучающихся в вузе на международных студенческих олимпиадах»
2. «Доля иностранных студентов в общем количестве студентов»
3. «Отношение бюджета вуза к количеству студентов»
4. «Отношение количества НПР к количеству студентов», где НПР — это научно-педагогические работники
Наука
5. «Количество научных премий из списка IREG у НПР и выпускников университета»
6. «Средняя нормализованная цитируемость (глобальный уровень)»
7. «Средняя нормализованная цитируемость (национальный уровень)»
8. «Отношение дохода от исследований к числу НПР»
Университет и общество
9. «Количество массовых открытых онлайн-курсов вуза, размещенных на крупнейших глобальных платформах»
10. «Доля вуза в общем объеме публикаций по стране»
11. «Общее количество страниц веб-сайта университета, индексированных ведущими поисковыми системами»
12. «Количество просмотров страницы вуза в Википедии»
13. «Количество подписчиков аккаунта университета в социальных сетях»
14. «Количество выпускников вуза, которым посвящена отдельная страница в Википедии»
15. «Размер интернет-аудитории сайта вуза»
16. «Транспарентность»

### Международный аудит
В мае 2018 года рейтинг получил отчёт о результатах аудита от PwC. Таким образом, рейтинг «Три миссии университета» стал вторым глобальным академическим рейтингом после Times Higher Education World University Rankings, прошедшим эту процедуру.

## Рейтинги
Пилотный рейтинг 2017 года включал 200 университетов из 39 стран, куда в том числе попали 13 российских вузов. Наиболее широко представлены в рейтинге университеты США, Великобритании и Китая: 41, 18 и 14 университетов вошли в топ-200, соответственно.
В рейтинг 2018 года вошли 333 вуза из 53 стран мира, в том числе 17 российских вузов. В топ-333 второго выпуска рейтинга был представлен 61 университет из США; за ними следуют Великобритания (29 университетов) и Германия (25 университетов).
В рейтинговую таблицу 2019 года вошли 1200 университетов из 79 стран. В выпуске рейтинга в августе 2020 года было перечислено 1500 высших учебных заведений из 97 стран. Самыми представленными странами в списке 2020 года оказались США, Китай и Россия, представленные 200, 122 и 101 учреждениями соответственно.
В пятый выпуск рейтинга, опубликованного в августе 2021 года, вошло 1650 вуза из 97 стран. Ведущие позиции заняли Гарвард и Массачусетский технологический институт. Среди вузов Азии наилучшие показатели продемонстрировал Токийский университет (12-е место). Лучшим вузом Австралии и Океании признан Университет Мельбурна (40-е место), в Латинской Америке — Национальный автономный университет Мексики (117-е место), в Африке — Университет Кейптауна (161-е место).
В 2022 году вышел шестой выпуск рейтинга, число фигурантов которого выросло до 1800. Всего в рейтинге представлены 103 страны, из России в топ вошло 146 университетов. МГУ им. М.В. Ломоносова, Санкт-Петербургский государственный университет и МФТИ вошли в число пятидесяти лучших университетов мира.
В рейтинг «Три миссии университета» в 2023 году вошли 2000 университетов из 112 стран мира. Россия, наряду с США и Китаем, сохранила позиции в тройке мировых лидеров по представленности в рейтинге. При этом в 2023 году впервые за всё время составления рейтинга «Три миссии университета» Азия обошла Европу по количеству участников, вошедших в список лучших университетов мира.
Московский международный рейтинг вузов «Три миссии университета», 2023 год - Топ-20
| Место | Название                                                  | Страна         |
| ----- | --------------------------------------------------------- | -------------- |
| 1     | Harvard University                                        | США            |
| 2     | Massachusetts Institute of Technology                     | США            |
| 3     | University of Oxford                                      | Великобритания |
| 4     | University of Cambridge                                   | Великобритания |
| 5     | University College London                                 | Великобритания |
| 6     | Stanford University                                       | США            |
| 7     | Columbia University                                       | США            |
| 8     | ETH Zurich – Swiss Federal Institute of Technology Zurich | Швейцария      |
| 9     | Imperial College London                                   | Великобритания |
| 10    | University of Chicago                                     | США            |
| 11    | University of Tokyo                                       | Япония         |
| 12    | Johns Hopkins University                                  | США            |
| 13    | University of Pennsylvania                                | США            |
| 14    | University of Michigan                                    | США            |
| 15    | New York University                                       | США            |
| 16    | Yale University                                           | США            |
| 17    | Lomonosov Moscow State University                         | Россия         |
| 18    | Peking University                                         | Китай          |
| 19    | Duke University                                           | США            |
| 20    | University of Edinburgh                                   | Великобритания |

Лидеры высшей школы России в рейтинге "Три миссии университета", 2023 год
| Ранг по стране | Название университета                                                                                              | Место в глобальном рейтинге |
| -------------- | --- | --------------------------- |
| 1              | Московский государственный университет имени М.В. Ломоносова                                                       | 17                          |
| 2              | Санкт-Петербургский государственный университет                                                                    | 39                          |
| 3              | Московский физико-технический институт (национальный исследовательский университет)                                | 43                          |
| 4              | Национальный исследовательский университет «Высшая школа экономики»                                                | 125                         |
| 5              | Национальный исследовательский ядерный университет «МИФИ»                                                          | 154                         |
| 6              | Новосибирский национальный исследовательский государственный университет                                           | 197                         |
| 7              | Национальный исследовательский Томский государственный университет                                                 | 211                         |
| 8              | Уральский федеральный университет имени первого Президента России Б.Н. Ельцина                                     | 239                         |
| 9              | Московский государственный технический университет имени Н.Э. Баумана (национальный исследовательский университет) | 249                         |
| 10             | Университет ИТМО                                                                                                   | 253                         |
| 11             | Российский университет дружбы народов имени Патриса Лумумбы                                                        | 259                         |
| 12             | Национальный исследовательский Томский политехнический университет                                                 | 274                         |
| 13             | Первый Московский государственный медицинский университет имени И.М. Сеченова Минздрава России                     | 289                         |
| 14             | Университет МИСИС                                                                                                  | 299                         |
| 15-17          | МГИМО МИД России                                                                                                   | 351-400                     |
| 15-17          | Российская академия народного хозяйства и государственной службы при Президенте РФ                                 | 351-400                     |
| 15-17          | Санкт-Петербургский политехнический университет Петра Великого                                                     | 351-400                     |
| 18             | Казанский (Приволжский) федеральный университет                                                                    | 401-450                     |
| 19-21          | Национальный исследовательский Нижегородский государственный университет имени Н.И. Лобачевского                   | 501-550                     |
| 19-21          | Первый Санкт-Петербургский государственный медицинский университет имени академика И.П. Павлова Минздрава России   | 501-550                     |
| 19-21          | Финансовый университет при Правительстве РФ                                                                        | 501-550                     |
| 22-24          | Дальневосточный федеральный университет                                                                            | 551-600                     |
| 22-24          | Российский национальный исследовательский медицинский университет имени Н.И. Пирогова Минздрава России             | 551-600                     |
| 22-24          | Университет Иннополис                                                                                              | 551-600                     |
| 25             | Сибирский федеральный университет                                                                                  | 651-700                     |

## Реакция
Рейтинг вызвал интерес у ряда представителей рейтингового сообщества и исследователей, которые отметили также новизну рейтинга с точки зрения оценки взаимодействия университетов и общества.
По словам президента образовательного фонда Perspektywy Вальдемара Сивински, рейтинг «выходит за рамки традиционных критериев ранжирования, добавляя новые, более социально ориентированные элементы».
В интервью бразильскому изданию Folha de S.Paulo президент международной ассоциации IREG Observatory on Academic Rankings and Excellence Луис Клаудио Коста отметил, что «новый Московский международный рейтинг университетов представляет собой второе поколение академических рейтингов и <. ..> ставит правильные и важные вопросы, ища индикаторы для оценки качества преподавания и взаимодействия университета с обществом».
Президент американской некоммерческой организации CHEA Джудит Итон назвала публикацию рейтинга своевременной в связи с растущим признанием того, что социальная роль университета является одной из его ключевых функций. Она рассматривает рейтинг как попытку уйти от элитарного подхода к оценке университетов, вместо этого уделяя особое внимание социальной значимости высшего образования.
Эксперт по академическим рейтингам из Университета Гронингена (Нидерланды) Жюль ван Рой подверг рейтинг критике, отметив, что, несмотря на ряд «хороших идей», [составители] рейтинга оценивают только то, что они хотят измерить" и что «качество не может быть оценено с помощью простых линейных списков».
Джек Гроув, обозреватель THE World University Rankings, также скептически отнесся к рейтингу, отметив, что исключительные достижения российских университетов имеют конъюнктурный характер.
Рейтинг стал предметом ряда академических исследований наряду с ведущими мировыми рейтингами университетов, такими как Times Higher Education, QS, ARWU и др. В статье Иванчевица и Луковица (2018) указывается, что Московский международный рейтинг университетов является единственным глобальным академическим рейтингом, рассматриваемым в их исследовании, который охватывает все «измерения производительности». Задорожнюк и его коллеги (2018) отметили новаторское использование в рейтинге критериев группы «университет и общество». Идеи рейтинга нашли отражения в работах ряда исследователей. Помимо рейтинга «Три миссии университета», оценка вклада университета в жизнь общества также используется в Washington Monthly College Rankings и THE Impact Rankings.